# Leroy Stevenson Fletcher
Leroy Stevenson (Skipp) Fletcher (San Antonio, 10 de outubro de 1936) é um engenheiro mecânico e aeroespacial estadunidense, presidente da Sociedade dos Engenheiros Mecânicos dos Estados Unidos (ASME) em 1985-1986. Recebeu a Medalha ASME de 2002 e a Medalha Internacional James Watt de 2005.

## Publicações selecionadas
- Fletcher, Leroy S., ed. Aerodynamic heating and thermal protection systems. American Institute of Aeronautics and Astronautics, 1978.
- Fletcher, Leroy S., ed. Proceedings of the ASME Conference on Mechanical Engineering Education, 1980. American Society of Mechanical Engineers, 1981.
- Fletcher, Leroy S. Screw-thread gaging systems for determining conformance to thread standards. Vol. 37. Amer Society of Mechanical, 1996.

Artigos selecionados
- Fletcher, Leroy S., Valentinas Sernas, and Lawrence S. Galowin. "Evaporation from thin water films on horizontal tubes." Industrial & Engineering Chemistry Process Design and Development 13.3 (1974): 265-269.
- Fletcher, Leroy S., Valentinas Sernas, and Walter H. Parken. "Evaporation heat transfer coefficients for thin sea water films on horizontal tubes." Industrial & Engineering Chemistry Process Design and Development 14.4 (1975): 411-416.
- Madhusudana, C. V., and Leroy S. Fletcher. "Contact heat transfer - the last decade." AIAA journal 24.3 (1986): 510-523.

Patentes selecionadas
- Fletcher, Leroy S., and George P. Peterson. "Micro-heat-pipe catheter." U.S. Patent No. 5,190,539. 2 Mar. 1993.
- Peterson, George P., and Leroy S. Fletcher. "Temperature control mechanisms for a micro heat pipe catheter." U.S. Patent No. 5,417,686. 23 May 1995.